# Пани Скотініни
«Пани Скотініни» — радянський чорно-білий німий кінофільм знятий в 1926 році режисером Григорієм Рошалем за мотивами комедії «Недоросток» Деніса Фонвізіна. Сценарій Серафими Рошаль і Віри Строєвої під редакцією Анатолія Луначарського.

## Сюжет
Пані Простакова, до шлюбу Скотініна, має суворий характер. Вона не шкодує ні своїх підлеглих, ні рідних, навіть не проявляє милосердя до своєї племінниці — Софії. Вона хоче видати Софію в шлюб зі своїм братом Скотініним, а самій Софії подобається офіцер Милон. У Простакової є син Митрофанушка. Він бачить, як його батько нападає на кріпачку Глашу і намагається її згвалтувати. Митрофанушка замикає батька і Глашу у хліві, а сам біжить за матір'ю, щоб розповісти їй про те, що трапилося. Хоча поміщиця Простакова бачить все, що відбувається, особисто, вона вирішує покарати не чоловіка, а кріпачку Глашу, і наказує відшмагати нещасну дівчину. Глаші відстригають косу, що вважається великою ганьбою для того часу. На захист Глаші встає її наречений, дворовий кравець Тришка. Простакова віддає наказ відшмагати і його. Поміщиця вирішує, що повинна особисто пороти свою кріпачку. Тришка мріє про свободу для дворових. Він тікає разом з Глашею, і їм вдається сховатися у лісі від собак. Вони знаходять старообрядницькі скити і там зупиняються. Чоловіки вирішують приєднатися до загону Пугачова. Жінки залишаються без захисту чоловіків і стикаються з гвардійцями і Милоном. Глашу прив'язують до хвоста коня і женуть на садибу Простакової. Там її кидають в «холодну», і вона замерзає. Потім у господарській садибі йдуть заручини дівчини Софії і Скотініна. Софія отримує лист, в якому йдеться про те, що дядько Софії зробив її спадкоємицею всього свого стану. Поміщики починають плазувати перед дівчиною. Простакова насильно відвозить Софію до церкви, щоб одружити її зі своїм сином Митрофанушкою. Але дівчина встигає повідомити про це Милону і втікає з-під вінця. Тришка з пугачовцями підпалюють садибу Простакової. Поміщиця помирає від удару. Повстання пригнічують гвардійці, і дворового кравця ведуть на страту.

## У ролях
- Варвара Массалітінова — Простакова
- Павло Тамм — Простаков
- Софія Яковлєва — Глашка, скотарка
- Ігор Доронін — Тришка-кравець
- М. Степанов — Митрофанушка
- Микола Бєляєв — Тарас Скотінін
- Ніна Шатерникова — Софія
- Микола Лазарев — Милон, офіцер
- Галина Івановська — Єреміївна, няня
- Надія Борська — Катерина II
- Марія Шльонська — сільська забита стара
- Євлалія Ольгіна — Дуня

## Знімальна група
- Режисер — Григорій Рошаль
- Сценаристки — Серафима Рошаль, Віра Строєва
- Оператори — Микола Козловський, Давид Шлюглейт
- Художник — Ісаак Махліс